# 56-та стрілецька дивізія (РСЧА)
56-та стрілецька дивізія — стрілецька дивізія, загальновійськове з'єднання РСЧА РРФСР у період Громадянської війни.

## Історія

### Започаткування дивізії
56-та дивізія сформована в 16 липня 1919 року шляхом переформування (перейменування) 5-ї Української радянської дивізії .

### Бойова діяльність дивізії
У складі 9-ї армії 56-та дивізія вела бої з частинами Добровольчої армії Дону (на річці Хопер).
У серпні — вересні 1919 року дивізія вела бої проти кінної групи генерала Мамонтова (командира 4-го Донського корпусу Донської армії Збройних сил Півдня Росії), що проводила 10 серпня — 19 вересня рейд по тилах Південного фронту Червоної армії.
10 серпня 1919 року в районі станиці Добринської (Хоперського округу) війська 4-го Донського корпусу переправилися через річку Хопер і прорвали Південний фронт на стику 8-ї і 9-ї армій. Через деякий час були розбиті основні сили 40-ї дивізії РСЧА, а інші почали відступ. Назустріч тим, хто прорвався, була висунута з резерву Особливої групи Шоріна В.І. 56-та стрілецька дивізія, що розташовувалася в районі м. Кірсанов, а її авангардні частини у верхів'ях річки Цни нарвалися на бічну охорону донців і в зустрічному бою були розбиті.
У жовтні 1919 року 56-та стрілецька дивізія займала оборону по річці Дон у районі станиці Усть-Хоперська.

### Розформування
29 жовтня 1919  року 56-ту стрілецьку дивізію було розформовано.

## Командування

### Начальники дивізії
- Слувіс М. В. (16.07 — 16.10.1919)
- Радецький (16.10 — 29.10.1919)

## Підпорядкування
- 16 липня — 29 жовтня 1919 року Південний фронт, 9-та армія